# Siebe Schrijvers
Siebe Schrijvers (Lommel, 18 luglio 1996) è un calciatore belga, attaccante dell'OH Lovanio.

## Carriera
Il 6 dicembre 2012 ha debuttato in Europa League contro il Basilea. In campionato ha debuttato all'ultima giornata della stagione 2012-2013 contro il Club Bruges, partita nella quale ha sostituito l'infortunato Benjamin De Ceulaer nel secondo tempo. Ha segnato il suo primo gol in campionato il 19 ottobre 2013 contro il Lierse.

## Palmarès

### Club

#### Competizioni nazionali
- Supercoppa del Belgio: 1

Club Bruges: 2018
- Campionato belga: 1

Club Bruges: 2019-2020